# Batalla de Chra
La batalla de Chra es va lliurar entre les tropes britàniques i franceses contra els soldats alemanys i la policia paramilitar al poble de Chra, prop del riu Chra el 22 d'agost de 1914, durant la campanya de Togolàndia de la Primera Guerra Mundial.
Els defensors alemanys van minar els accessos al riu, van volar els ponts, van cavar als voltants del poble a la riba oposada, i es van disposar a defensar l'encreuament amb rifles i 3 metralladores ocultes. L'atac anglo-francès va ser rebutjat i els alemanys van ordenar un contra-atac, però moltes de les tropes van desobeir l'ordre i finalment no es va lliurar l'atac. Els alemanys es van retirar durant la nit cap a Kamina pel temor que altres tropes britàniques i franceses els tallessin la retirada, ja que els alemanys van sobreestimar el nombre dels seus adversaris.
Els invasors es van aturar durant dos dies i després van començar a avançar cap Kamina, i el 25 d'agost es van reunir a Glei amb dos alemanys per a negociar els termes de la rendició. El comandant britànic va exigir la rendició incondicional, que va ser acceptada pels alemanys l'endemà i les hostilitats van cessar.
La colònia alemanya va ser administrada conjuntament pels britànics i francesos durant la guerra. Després de la guerra, Togolàndia es va dividir en dos parts: la part occidental de Togolàndia (Togolàndia britànica) va ser administrada pels britànics fins que es va unir a Ghana el 1957. La part oriental (Togolàndia francesa) va ser administrada pels francesos fins que es va independitzar com Togo el 1960.

## Antecedents

### Desenvolupament estratègic
El 5 d'agost de 1914 es va crear un subcomitè ofensiu dins del Committee of Imperial Defence britànic (Comitè de la Defensa Imperial), i va establir el principi que s'havia de garantir la supremacia dels mars. Es van considerar objectius territorials només si podien obtenir-se amb les forces locals i si l'objectiu assistia a la prioritat de mantenir les comunicacions marítimes britàniques, i que les guarnicions de l'exèrcit britànic a l'estranger havien de retornar a Europa en una «Concentració Imperial».
Es van considerar importants els atacs a les bases d' aprovisionament de carbó alemanyes i a les estacions de ràdio, per a netejar els mars de corsaris alemanys. Es van considerar objectius: Tsingtao, Lüderitz, Windhoek, Douala, Dar es Salaam i una estació de radiotelegrafia alemanya en Togolàndia, al costat de la colònia britànica de Costa d'Or en el golf de Guinea, que es considerava vulnerable als atacs de les forces locals. El transmissor de radiotelegrafia d'alta potència que s'havia construït en Kamina controlava la comunicació alemanya de l'oceà Atlàntic, fent d'enllaç entre un transmissor alemany a Nauen, prop de Berlín, amb les colònies alemanyes d'Àfrica Occidental i Sud Amèrica.
En esclatar la guerra, el governador interí alemany de Togolàndia, tenia 152 policies paramilitars, 416 policies locals i 125 guàrdies fronterers, però no tenia un exèrcit regular; va proposar la neutralitat a les autoritats colonials britàniques i franceses en virtut de la Llei del Congo de 1885, i després es va retirar de Lomé i de la regió costanera quan els britànics li van exigir la rendició incondicional. El governador interí, el Major Hans-Georg von Döring (en absència del Governador Adolf Friedrich Albrecht Heinrich), va enviar un missatge per ràdio sense codificar a Berlín revelant el seu pla de retirar-se a Kamina, però va ser interceptat i va ser utilitzar per a iniciar les operacions ofensives contra Kamina, sent autoritzades pel Colonial Office el 9 d'agost. Les expedicions anglo-franceses del nord de Dahomey, Nigèria i Costa d'Or van començar el 12 d'agost.

### Desenvolupament tàctic
Les forces britàniques de la Costa d'Or britànica des de l'oest, sota el comandament del tinent coronel F.C. Bryant, i les forces franceses de la colònia de Dahomey francès des de l'est, van envair la colònia alemanya.
A última hora del 6 d'agost, la policia francesa va ocupar les duanes prop d'Athiémé, i la nit del 7 d'agost va ser ocupat el poble d'Agbanake. Es va creuar el riu Mono es va capturar Aného a primera hora del 8 d'agost. Prop de 460 colons alemanys i askaris es van retirar cap a l'interior, reclutant als civils i cridant als reservistes a mesura que avançaven cap al nord. Els francesos van avançar cap a Porto Seguro i Togoville abans de detenir l'avanç quan Lomé, la capital de Togolàndia, va ser lliurada a les forces britàniques.
Els britànics havien enviat a dos oficials a Lomé el 6 d'agost amb una demanda a lliurar la colònia dins de les 24 hores i d'envair Togolàndia nit del 7 d'agost. Els alemanys van dirigir cap a Kamina, abandonant Togolàndia fins al riu Chra, a 120 km cap a l'interior, per a evitar un bombardeig naval de Lomé.

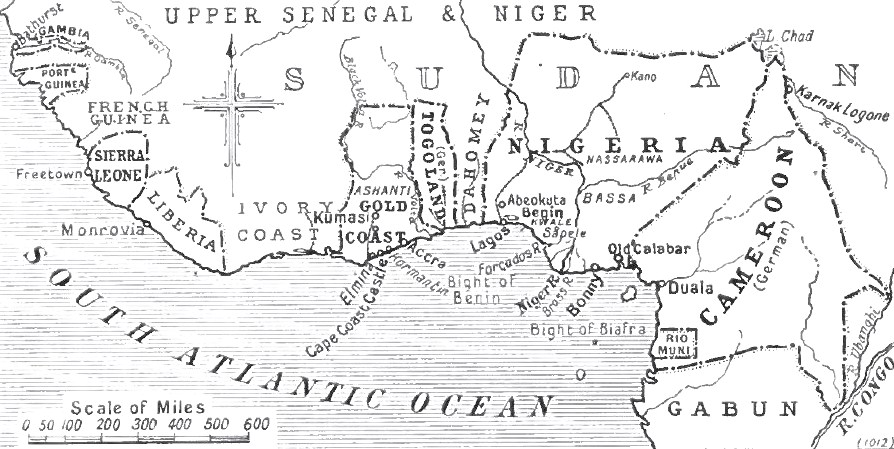
Mapa d'Àfrica Occidental, 1914-1918

Pel 12 d'agost, la costa de Togolàndia i la capital ja havien estat ocupades amb poca resistència per part dels alemanys, que s'havien retirat a Kamina, a 160 km cap a l'interior als turons prop d'Atakpamé. Al poble s'havia construït una estació de radiotelegrafia per a la comunicació entre Alemanya i les seves colònies africanes, Amèrica del Sud i els seus vaixells que estaven a l'Atlàntic. Les úniques rutes continentals eren pel ferrocarril i la carretera, que havien estat construïdes a través de densa i gairebé intransitable selva. L'avanç anglo-francès cap Kamina es va veure frenat per les demolicions alemanyes dels ponts de ferrocarril, que va fer el moviment difícil i va retardar el transport de subministraments.
El capità Georg Pfahler, el comandant militar alemany, va viatjar cap al sud en dos trens amb 200 soldats, per a enfrontar-se amb les columnes principals dels Aliats. Els alemanys van ser emboscats i derrotats a la batalla d'Agbeluvhoe (15 d'agost) i Pfahler va morir en aquell combat. Els alemanys van patir moltes baixes i van fugir, deixant 50 km de ferrocarril intactes al nord. El 17 d'agost, la força britànica va ser reforçada amb 150 Tirailleurs Sénégalais (fusellers senegalesos) francesos, al comandament del capità Castaing.

## Preludi

### Operacions perifèriques
Entre el 4 i 5 d'agost, al nord de la colònia de Costa d'Or, dos destacaments vint home del Northern Territories Constabulary (Policia dels territoris del Nord) van avançar de Tamale fins a Zan, a la frontera. Degut a un malentès, ordres de Bryant per a una companyia de la Gold Coast Regiment (Regiment de la Costa d'Or) que ja estava en Zan, es van dirigir a Kete Krachi junt amb els destacaments de policies. Tamale es va quedar indefensa i era vulnerable a l'atac d'uns 250 soldats alemanys, que se sabia que havien deixat Mango en direcció sud.
El Comissari en Cap dels Northern Territories Constabulary va sentir que el Comissari alemany seguia en Yende. Es va enviar ordres a la policia per tornar a Zan i el Comandant de la Policia, el Major J. Marlowe, va rebre l'ordre d'agafar a tots els homes entrenats de Tamale i avançar cap a Yende si els informes dels agents eren favorables. Marlowe va avançar el 12 d'agost i va ocupar Yende sense oposició el 14 d'agost, on va descobrir que els alemanys sabien a través dels seus agents que la policia havia deixat indefensa Tamale i, assumint que la seva arribada a Yende era imminent, se'n van anar el dia abans.
Uns 139 policies dividits en petits destacaments, van envair el nord del Togolàndia per diversos punts. Més al sud, 48 homes del Gold Coast Service van ocupar Ho sense oposició el 17 d'agost. Per a protegir el flanc de la força principal que avançava des del sud, Bryant va ordenar en el mateix dia que els destacaments de Lomé i Ho es moguessin cap a Kpalimé. Dos agents del Servei de Prevenció van sortir de Lomé i es van desplaçar 50 km en una motocicleta per a tallar la línia ferroviària de Lomé-Kpalimé. Els alemanys de Kpalimé es van retirar poc després, i van volar els ponts de carretera i de ferrocarril a Agu. Per al 18 d'agost, el pont del ferrocarril en Togblekove ja estava reparat.
Tropes britàniques i franceses, policies i voluntaris van arribar a Yende i Mango el 14 d'agost des del nord.
El 9 d'agost, una petita força francesos van envair Togolàndia des del Dahomey francès, al nord-oest, i quatre dies més tard van tenir escaramusses amb els defensors alemanys en els districtes de Sansane-Mango i Skode-Balfilo; la companyia francesa es va retirar després de trobar resistència alemanya major del que s'esperava.
Van arribar més destacaments, i prop de 200 alemanys de Togolàndia de la zona van desertar, molts de la resta es van retirar i les autoritats civils locals es van afanyar a repudiar la lleialtat alemanya.
M. Duranthon va avançar des de Fada Ngurma amb prop de 140 policies i voluntaris, i va ser seguit per M. Arboussier amb una força de 120 voluntaris i policia des d'Ouagadougou, i el capità Bouchez amb prop de 130 soldats de la 2a Tirailleurs Sénégalais. Arbroussier va aconseguir Mango el 23 d'agost i Bouchez va arribar el 26 d'agost, després d'haver cobert 600 km en vint dies.
El 18 d'agost, va arribar una columna britànica de 104 homes de Gambaga, i 400 policies francesos i voluntaris van ocupar altres llocs al nord de Togolàndia, una zona difícil de creuar i poc coneguda per les forces invasores.

### La preparació de l'ofensiva dels Aliats
Bryant va començar l'avanç principal el 19 d'agost, i va notificar al Major Maroix (el comandant d'una força francesa a Cheti) i al capità Elgee (al comandament de la columna Krachi), que esperava arribar al riu Amuchu el 26 d'agost i desitjava estar a dos dies de marxa de Kamina per a llavors. Bryant va enviar els ràpidament els missatges, creient que els nadius civils eren hostils als colons alemanys, ja que a vegades els estaven forçats amb amenaces de mort a oposar-se als britànics i francesos. Els nadius civils estaven disposats a ajudar els britànics i francesos pel que fa a la invasió la colònia. Maroix tenia 368 homes (entre soldats, reservistes francesos i Tirailleurs Sénégalais), recolzats per una secció d'artilleria. Després d'haver-se concentrat a Cheti el 19 d'agost, els francesos van començar a avançar cap a Kamina el 22 d'agost. La columna Krachi, amb les companyies A, B i F del Regiment de la Costa d'Or, que havien arribat entre el 16 i el 18 d'agost utilitzant canoes per a creuar el riu Volta, va partir de Kete Krachi cap a Kpando el 19 d'agost.
La batalla d'Agbeluvhoe va ser considerada pels nadius civils com una gran derrota per als alemanys, que va retardar breument l'avanç britànic cap al nord fins al 19 d'agost. La força alemanya estava formada per una companyia alemanya i set companyies locals, de prop de 1.500 homes, que esperaven ser eficaces donat el terreny de Togolàndia. Els alemanys no van ser capaços d'obtenir informació sobre els britànics de la seva la veïna Costa d'Or (actualment Ghana) i les instruccions per ràdio de Berlín simplement va insistir que s'havia de protegir l'estació transmissora. Durant les tres primeres setmanes d'agost, el transmissor en Kamina havia passat 229 missatges de Nauen (Alemanya) a les colònies alemanyes i als vaixells alemanys.
Els exploradors sota les ordres del capità AF Redfern van arribar a prop de la riba sud del riu Chra el 21 d'agost. Els alemanys van volar el pont i detonar dues mines en el camí dels exploradors, atacant-los després amb el foc de dues metralladores. La patrulla va ser capaç d'inspeccionar les defenses alemanyes i retirar-se il·lesa, informant a Bryant, el comandant britànic, de les trinxeres alemanyes de tot el poble, que eren a 460 m al nord del pont.

### El pla dels Aliats
Fer un atac era difícil, ja que els arbusts densos feien impossible l'observació més enllà d'uns pocs metres, per la qual cosa era difícil mantenir la direcció, proporcionar suport mutu o tenir un camp de foc ampli per a donar suport amb metralladores, que també serien limitades per la dificultat del transport de les municions.
Bryant es va decidir per un atac des de dues direccions, precedides d'una pantalla de tiradors:
- Prop del tren, part de la Companyia G del Regiment de la Costa d'Or i el destacament francès de Castaing havien d'avançar al voltant de la banda esquerra, mentre que la companyia Pioneer atacava als alemanys frontalment.
- La meitat de la Companyia C, la Companyia I i tres canons del Regiment de la Costa d'Or havien d'avançar en tot el flanc dret, mentre que l'altra meitat de la Companyia C es va immobilitzar per a oposar-se als alemanys amb els canons que tenien com a suport. La meitat de la companyia G havia d'atacar prop del ferrocarril es va reforçar 17 soldats francesos senegalesos per a l'atac.

### La preparació de la defensa alemanya
Els alemanys van triar la carretera i el ferrocarril que anaven cap al nord a través Chra per a preparar una posició defensiva per a protegir Kamina des del nord. Chra es trobava a l'oest de la via fèrria, a banda i banda de la carretera i el poble tenia 140 m d'ample i 370 m de llarg. El ferrocarril de Chra a Kamina romania obert per a portar subministraments i reforços a la força alemanya formada per 440 soldats, que tenien tres dies per a cavar les trinxeres abans de les forces dels Aliats arribessin des del sud.
Les trinxeres van ser excavades al voltant de la perifèria del poble i cap a l'est fins a una via de tren propera; es van instal·lar tres o quatre metralladores en els flancs per a cobrir tot el fronts d'atac possibles, i es van minar les carreteres i ponts de ferrocarrils ponts que eren uns 450 m al sud de Chra.

## Batalla
La Companyia G i un grup de Tirailleurs Sénégalais van avançar per la muntanya en el flanc esquerre alemany fins a prop de les 11.00 a.m, quan van ser detinguts pel foc de fusells i metralladores de les tropes alemanyes atrinxerades. Ambdues parts van intercanviar trets fins a les 15.30 p.m, quan el foc de les armes alemanyes va augmentar i l'atac es va aturar a 50 m de les trinxeres alemanyes; Thompson, Maroix i molts dels soldats van morir o quedar ferits, i els supervivents es van retirar.
En el flanc esquerre, la Companyia I va fer el seu camí en tot el flanc dret alemany, rebent molts trets d'armes petites, però va trobar més trinxeres i li va faltar els homes necessaris per a arriscar-se a atacar. Quan va caure foscor, la companyia es va retirar i va cavar trinxeres al llarg de la llera del riu a uns 270 m a l'oest del llogaret. Es van portar dos canons britànics a la zona, d'un rang de 1.200 m, però la falta de visió feia impossible conèixer els resultats dels trets.
Les forces alemanyes van rebre l'ordre de contraatacar, però molts homes es van negar o desertar. Les tres metralladores alemanyes havien disparat milers de bales des de posicions camuflades i van ser la base del poder de foc defensiu alemany. Al principi, els alemanys havien estat preocupats pel foc britànic, però van veure que els seus trets van poder contenir als seus atacants. L'atac contra el flanc esquerre va ser una sorpresa per als alemany, però l'arribada fortuïta d'una tercera companyia de reforços alemanys en tren des de Kamina, va permetre rebutjar l'atac. Durant la nit, es va donar l'ordre de retirar-se, però no va ser benvinguda perquè els defensors creien que podien retardar els Aliats durant molt més temps, donada la fortalesa de la seva posició i de patir només 13 baixes.
Les tropes britàniques van trobar desmoralitzadora l'experiència del foc de les metralladores alemanyes, i les metralladores britàniques havien estat molt menys eficaç. Durant la nit, Bryant es va preparar per a reprendre l'atac a l'alba, i va ordenar a les tropes de la dreta a cavar trinxeres per a reforçar la Companyia I en el flanc esquerre.

## Conseqüències

### Baixes
Van participar en la batalla prop de 450 tropes britàniques i aliades, i van tenir 75 baixes (el 17% de la força). Dos oficials britànics, un suboficial francès, 23 britànics i 20 francesos van resultar ferits. Els alemanys van sofrir 13 baixes.

### Anàlisi
Bryant es va mostrar sorprès per la sobtada retirada alemanya, i va assumir que els defensors havien tractat d'evitar el tall de la seva retirada per un moviment de flanqueig més ampli o que van descobrir l'avanç francès de Cheti, i que els alemanys van optar per a concentrar-se en Kamina. Una tempesta va tallar les comunicacions telegràfiques amb Accra durant tres dies, i Bryant desconeixia que el servei d'espionatge britànic havia descobert el xifratge de les comunicacions de ràdio alemanyes, i van suggerir que consideraven la situació desesperada.

Els alemanys van agrupar a una companyia alemanya i vuit de nadius per a lluitar en les trinxeres i refugis subterranis al voltant de Kamina. El sistema d'intel·ligència alemanya es va trencar quan la guerra va començar, i no es va tenir cap notícia de la Costa d'Or, a causa de la falta de cooperació per part dels civils del Togolàndia.

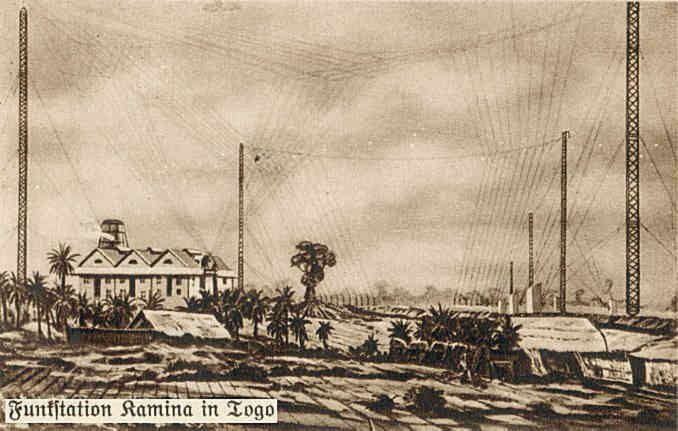
Estació de radiotelegrafia de Kamina

La comunicació amb Berlín només eren exhortacions per a protegir l'estació de radiotelegrafia de Kamina. La velocitat de la invasió aliada, la sobreestimació alemanya dels efectius involucrats i l'hostilitat dels civils locals, van resultar ser inconvenients insuperables. Un alemany va assenyalar que molts dels alemanys eren inexperts, que les defenses de Kamina eren massa extenses per a la guarnició alemanya que la defensava i que estaven envoltats de turons alts.
Els britànics van rebre ràpidament l'ajuda de les autoritats civils i militars franceses, la resistència de les tropes, i l'ajuda de la població civil de la Costa d'Or.

### Operacions posteriors
Els britànics van enviar patrulles a Glei i al riu Amu per a revisar els informes que els alemanys havien deixat de retirar-se. La força principal es va quedar en Chra el 23 i 24 d'agost per a rebre subministraments i tornar els ferits a Lomé, una vegada que el ferrocarril havia estat reparat i els funcionaris van improvisar un tren ambulància. Poques de les víctimes estaven malaltes, tenint la roba mullada a causa del clima.
Bryant va creure que els alemanys es farien forts a Kamina i va ordenar a la columna Krachi de deixar el territori al voltant de Kpalimé als destacaments de Serveis Preventius i moure's al llarg de la via fèrria de Kpalimé a Lomé, per a unir-se amb la força principal.
Durant la nit del 24 al 25 d'agost, es van escoltar algunes explosions des de Kamina. L'endemà, les antenes de ràdio que eren visibles des de Glei ja no es podien veure. La força principal va avançar i va arribar a Glei a les 10.30 a.m, i els exploradors van arribar al riu Amu i van trobar que els alemanys havien volat els ponts de carretera i de ferrocarril. A les 16.00 p.m, el Major von Roebern i un intèrpret van entrar a Glei portant una bandera blanca per a presentar els termes de la capitulació. Bryant va exigir la rendició incondicional i va ordenar a la força a travessar el riu i avançar cap a Amuchu, però el riu es va inundar durant la nit i la columna no va poder completar la travessia fins al 26 d'agost.
Bryant va arribar Amuchu amb una guàrdia d'avançada a les 10.30 a.m. del 26 d'agost, i va ser rebut per dos oficials alemanys que portaven una rendició incondicional. Un voluntari civil, Mr. Newlands, va anar a Kamina per a organitzar els detalls del lliurament i va trobar que l'estació de radiotelegrafia havia estat destruïda i cremada.
La pausa de l'avanç aliat en Chra havia donat el temps als alemanys per a enviar més missatges entre Alemanya i les seves colònies. Després, von Döring va ordenar destruir l'estació de radiotelegrafia abans de lliurar-se junt amb els seus 200 soldats restants, tres metralladores, més de 1.000 fusells i 320.000 cartutxos de municions.
La columna Krachi va avançar a través d'Ahenkro i Liati per a arribar a Kpalimé el 23 d'agost, i es van trobar amb un civil, Mr. Beckley, amb missatges de Bryant. La columna arribar sense trobar oposició, tot i que el terreny contenia moltes característiques que facilitaven a les forces petites retardar una força més gran. Les carreteres estaven en bon estat i van obtenir els subministraments a nivell local, dels civils que havien estat acollidors.
La columna francesa, sota el comandament de Maroix, va avançar des de Cheti i es va trobar amb una mica d'oposició entre el 22 i 23 d'agost, abans d'entrar a Kamina el 27 d'agost.